# Eleições presidenciais portuguesas de Abril de 1918
As quartas eleições presidenciais portuguesas, primeiras eleições presidenciais diretas e únicas durante a Primeira República, tiveram lugar a 28 de Abril de 1918, no mesmo dia em que tiveram lugar as eleições legislativas de 1918.
Estas eleições não correram pelo Congresso da República, como previsto pela Constituição Política Portuguesa de 1911. A 27 de Dezembro de 1917, a República Nova de Sidónio Pais decretou unilateralmente alterações à Constituição, introduzindo um regime presidencialista. Em 1918, foi estabelecido o sufrágio universal e direto para a eleição do Presidente da República, regulamentado pelo Decreto n.º 3997, de 30 de Março.
Sidónio Pais é o único candidato a Presidente da República e o seu partido recém-criado, o Partido Nacional Republicano é o único partido republicano que apresenta listas para o Congresso. Os três principais partidos republicanos (Democrático, Evolucionista, e Unionista) não concorrem, e decidem-se pela abstenção. Este facto gerou uma perturbação do ato eleitoral, na medida em que nenhuma das assembleias de voto pôde começar o seu funcionamento à hora regulamentar (9 horas), porquanto a lei eleitoral consignava que os cargos de presidentes e vice-presidentes das assembleias seriam exercidos por vereadores da última vereação camarária; como, neste caso, as últimas vereações eram quase exclusivamente constituídas por democráticos, unionistas e evolucionistas, estes não compareceram para constituir as mesas. Os lugares vagos tiveram de ser preenchidos ad hoc, por indivíduos escolhidos entre si e, por este motivo, a votação só pôde ser iniciada por volta das 11 horas, terminando depois das 14 e das 15 horas. Por volta das 12h30, o próprio Sidónio Pais (vestido à civil, e de calça, casaca, gravata e cartola pretas, de luto pela morte recente do irmão Aureliano) apresentou-se no seu lugar de voto na 3.ª Secção de Belém (nos claustros da Casa Pia), tendo recebido "uma carinhosa manifestação pelos eleitores presentes".
Conforme expectável, foi eleito para Presidente da República Sidónio Bernardino da Silva Pais, tendo sido proclamado em 9 de Maio desse mesmo ano.

## Resultados
| Candidato               | Candidato               | Partidos apoiantes      | 1ª Volta | 1ª Volta        |
| Candidato               | Candidato               | Partidos apoiantes      | Votos    | %               |
| ----------------------- | ----------------------- | ----------------------- | -------- | --------------- |
|                         | Sidónio Pais            | PNR                     | 470 831  | 91,61 / 100,00  |
| Votos Inválidos         | Votos Inválidos         | Votos Inválidos         | 43 127   | 8,39 / 100,00   |
| Total                   | Total                   | Total                   | 513 958  | 100,00 / 100,00 |
| Eleitorado/Participação | Eleitorado/Participação | Eleitorado/Participação | 900 000  | 57,10 / 100,00  |
| Fonte                   | Fonte                   | Fonte                   | ;        | ;               |

### Gráfico
| Eleição de abril de 1918 (número de votos) | Eleição de abril de 1918 (número de votos) | Eleição de abril de 1918 (número de votos) | Eleição de abril de 1918 (número de votos) | Eleição de abril de 1918 (número de votos) |
| ------------------------------------------ | ------------------------------------------ | ------------------------------------------ | ------------------------------------------ | ------------------------------------------ |
|                                            |                                            |                                            |                                            |                                            |
| Sidónio Pais                               | Sidónio Pais                               |                                            | 470 831                                    | 470 831                                    |